# Projeto High Dive
O Projeto High Dive foi um projeto secreto levado a cabo durante a década de 1950 pela Força Aérea dos Estados Unidos (USAF), que testou pára-quedas de altas altitudes usando bonecos antropomórficos. Os bonecos eram levados por aviões a milhares de metros de altura e depois largados, com pára-quedas acoplados programados para abrir num determinado momento. Muitos desses bonecos caíram fora das bases militares e podem ter sido confundidos com corpos de alienígenas no Caso Roswell, que no entanto ocorreu em 1947.